# Pieter Sjoerds Gerbrandy
Pieter Sjoerds Gerbrandy (Goënga, 13 aprile 1885 – L'Aia, 7 settembre 1961) è stato un politico olandese, Presidente del Consiglio dal 3 settembre 1940 al 24 giugno 1945 per tre mandati del governo in esilio dei Paesi Bassi durante la seconda guerra mondiale.
Ricevette il suo primo mandato in seguito alle tensioni tra regina Guglielmina ed il governo, in particolare col primo ministro Dirk Jan de Geer, il quale, non credendo nella capacità degli Alleati a battere la Germania nazista, mostrò la propria intenzione di collaborare con Hitler e ritornare in patria per sottoscrivere una pace separata. La regina, appoggiata da altri politici olandesi, si decise a rimuovere dall'incarico de Geer e a dare il mandato di primo ministro a Pieter Sjoerds Gerbrandy, più incline a combattere la lotta a fianco degli inglesi.
Gerbrandy, come primo ministro, fu un combattente instancabile per la causa dei Paesi Bassi. Attraverso i suoi discorsi radiofonici su Radio Oranje, insieme a quelli della regina Guglielmina, riuscì a fomentare la resistenza olandese. Egli fu capace di stemperare molte tensioni che si instaurarono tra la regina ed altri membri del governo. Inoltre si adoperò, a fianco di Churchill e Roosevelt, in modo da agevolare l'ingresso degli Stati Uniti in guerra.